# Вакуленко, Иван Максимович
Иван Максимович Вакуленко — советский хозяйственный и государственный деятель, Герой Социалистического Труда.

## Биография
Родился в 1919 году на хуторе Рассоховатое. Член КПСС.
Участник Великой Отечественной войны: краснофлотец 61-го батальона 186-го запасного полка Йокангской военно-морской базы Северного флота
В 1947—1958 — комбайнер Изюмской машинно-тракторной станции Харьковской области Украинской ССР.
В 1958—1970 — механизатор колхоза «Червонный Оскол» Изюмского района Харьковской области Украинской ССР.
В 1970—1980 — инженерный работник Изюмского приборостроительного завода.
Указом Президиума Верховного Совета СССР от 26 февраля 1958 года присвоено звание Героя Социалистического Труда с вручением ордена Ленина и золотой медали «Серп и Молот».
Делегат XXII съезда КПСС.
Умер после 1985 году в Изюме.

## Награды и звания
- Герой Социалистического Труда (26.02.1958)
- Орден Ленина (26.02.1958)
- Орден Отечественной войны II степени (11.03.1985)